# Mancha Alta

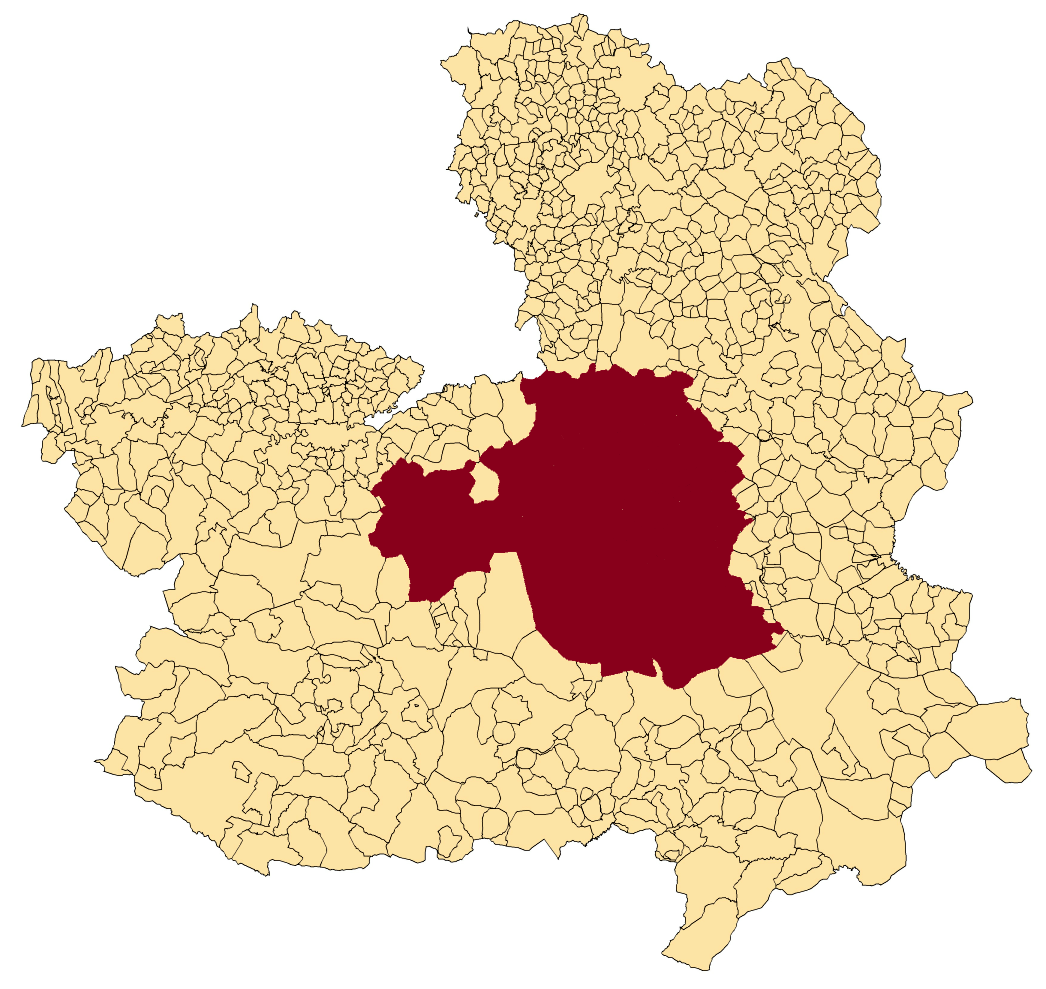
Área que engloba a la comarca de la Mancha Alta.

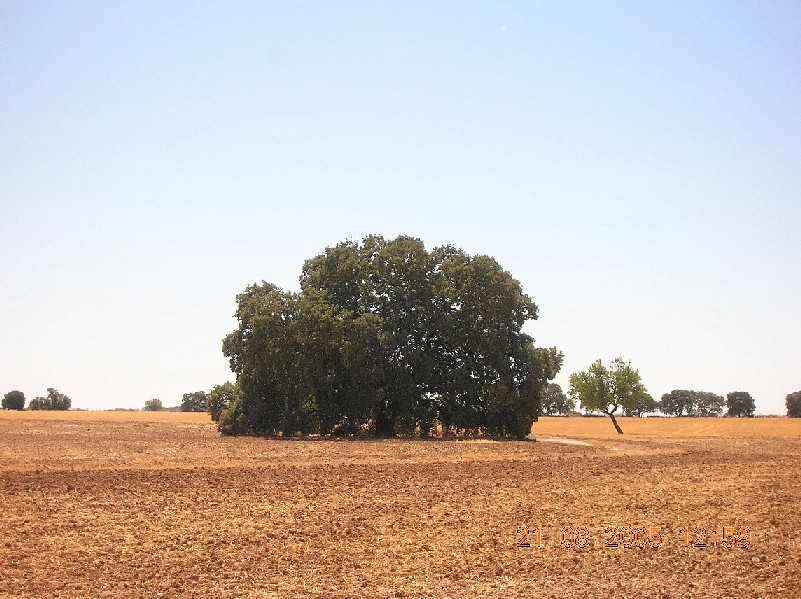
La perfecta llanura de la Mancha Alta con su vegetación más característica de encinas y cereales.

Mancha Alta es una comarca interprovincial de La Mancha formada por los municipios de la altiplanicie de las provincias de Toledo, Ciudad Real, Cuenca y Albacete. Tradicionalmente se ha entendido como Mancha Alta, al inmenso territorio que se extiende entre las cabeceras de los principales ríos manchegos de la alta llanura (Záncara, Gigüela, Riánsares, Valdejudíos, Algodor, etc.), en general de la cuenca hidrográfica del Guadiana (también algún área de las cuencas del Tajo y del Júcar), y en parte, como extensa zona endorreica que concentra a los más singulares complejos esteparios lagunares (Lillo, Villacañas, Quero, Miguel Esteban, Las Mesas, Pedro Muñoz, etc.), lugar de recarga de importantes sistemas acuíferos.
Limita al norte con la Comarca de Las Vegas (Madrid), La Alcarria, la Serranía de Cuenca y La Manchuela; al sur con las comarcas manchegas de Campo de San Juan y Campo de Montiel; al oeste con las comarcas toledanas de Torrijos, Los Yébenes y Montes de Toledo; y al este con las comarcas de La Manchuela y La Mancha del Júcar.
A veces se incluye a la Mesa de Ocaña, La Manchuela y a la Mancha del Júcar también dentro de esta comarca.

## Marco físico, geográfico y demográfico
| Mancha de Criptana (CR)                           | 1019,64   | 67 909  | 66,6 |
| Mancha Alta de Toledo                             | 3061,83   | 98 244  | 32,1 |
| Mancha Alta Albaceteña                            | 1520,89   | 43 329  | 28,5 |
| La Mancha de Cuenca                               | 4530,00   | 73 059  | 16,1 |
| ................................................. |           |         |      |
| Totales:                                          | 10 132,36 | 282 541 | 27,9 |

El tipo de clima puede considerarse mediterráneo continental, por lo que las temperaturas son extremas. Con veranos calurosos (temperaturas medias superiores a los 26 °C) e inviernos fríos (temperaturas medias mensuales inferiores a los 6 °C).
En sentido estricto (descontando la Mesa de Ocaña, las Manchuelas y la Mancha del Júcar), comprende unos 89 municipios repartidos por las 4 subcomarcas provinciales: Mancha Alta de Toledo (20); La Mancha de Cuenca (61); Mancha de Criptana (4); y Mancha Alta Albaceteña (4). Por lo que representa un 26 % sobre el total de la extensión de La Mancha de 38 565 km², para sus 11 comarcas y 286 municipios. Y más del 27 % de la población respecto a toda la región (del total, 1 037 030 hab. INE-2006), presentando una densidad media algo superior a la global de 26,9 hab/km².

## Origen de la comarca
El origen de la Mancha Alta, procede de los denominados "comunes". Los "comunes", eran asociaciones de pueblos de una misma jurisdicción con unos mismos fines fiscales y ganaderos. Precisamente, la Orden de Santiago dividió sus territorios en tres comunes: el Común de Montiel, el Común de Uclés, y el Común de la Mancha. La comarca se inicia con estos dos últimos, con municipios ciudadrealeños, toledanos y conquenses.
El Común de la Mancha, ya en 1353, poseía territorios entre los ríos Guadiana y Gigüela, con cabeza en Quintanar de la Orden. Entre 1478 y 1603 son descritos como pertenecientes al Común de la Mancha, unos 22 municipios:
1. En la actual provincia de Ciudad Real: Campo de Criptana, Arenales de San Gregorio, Pedro Muñoz, Socuéllamos y Tomelloso.
2. En la actual provincia de Cuenca: Los Hinojosos, Horcajo de Santiago, Mota del Cuervo, Pozorrubio, Santa María de los Llanos, Villaescusa de Haro y Villamayor de Santiago.
3. En la actual provincia de Toledo: Cabezamesada, Corral de Almaguer, Miguel Esteban, La Puebla de Almoradiel, Quintanar de la Orden, El Toboso, La Villa de Don Fadrique y Villanueva de Alcardete.

Respecto al Común de Uclés, todos eran municipios conquenses, integrados al principio (en el S. XV), por Uclés y 10 de sus aldeas (hoy municipios, salvo La Moraleja): El Acebrón, Almendros, Fuente de Pedro Naharro, La Moraleja, Rozalén, Saelices, Tarancón, Torralba, Tribaldos y Villarrubio. Posteriormente, en el S. XVI, se incorporarían Pozorrubio y Horcajo de Santiago, aunque ya eran procedentes del Común de la Mancha.
Posteriormente, en el S. XVIII, se distinguirían afines a esta comarcalidad los municipios de realengo y de señorío conquenses y albaceteños más próximos a la llanura, así como el resto de los actuales municipios toledanos de la Orden de San Juan de los cursos más altos y endorreicos del Guadiana, entre otros.

## Patrimonio cultural
Presenta un rico patrimonio cultural y arqueológico de diferentes culturas y épocas a lo largo de los siglos.
Yacimiento singular es el de la ciudad carpetano-romana de Segóbriga, con ceca propia, teatro y anfiteatro.
El monasterio de Uclés máximo exponente del Priorato de la Orden de Santiago.
También otros importantes templos, como la parroquia monumental de San Blas, en Villarrobledo, atribuida al arquitecto Andrés de Vandelvira (con las mismas líneas que la catedral de Albacete), que incluye un lujoso retablo barroco; o la iglesia gótica del Salvador de La Roda, con su magnífico retablo renacentista.
La plaza monumental de San Clemente, o la Casa Museo de Dulcinea, en El Toboso.
Importantes fortalezas, como verdaderos alcázares o palacios, se pueden citar el castillo de Belmonte o el castillo de Garcimuñoz.
Numerosas casonas de hidalgos repartidos por casi todas las villas, de recio abolengo. Cabe destacar[¿Por qué?] el conjunto conservado en La Villa de Don Fadrique donde se cuenta en su casco urbano La Casa-fortaleza de la “Torrecilla” (siglo XV), La casa de las “llaves” (siglo XVI), La Casa de los Cortés y Salazar (siglo XVII), La Casa del Marqués de Mudela, la Casa de los Lara y las Casa del Conde de Buenavista (siglo XVIII). 
Los característicos monumentos repartidos por algunas localidades: los molinos de viento (El Romeral, Campo de Criptana o los de Mota del Cuervo); hoy sufriendo el paso del tiempo y traspasando el relevo paisajístico a la moderna generación de los inalcanzables aerogeneradores.
Como particularidad, se debe aclarar, que los molinos de viento se ubicaron prácticamente en la Mancha Alta y algunos en el Campo de Montiel, a diferencia de las otras comarcas manchegas, donde los molinos de viento sólo son muy excepcionales o inexistentes; en concreto, y contrariamente a lo que puede parecer, en la Mancha Baja (Campo de San Juan), tal vez debido a ciertas normas de esta Orden militar homónima, la mayor parte de los molinos históricos que se establecieron fueron los hidráulicos, junto al Guadiana, Cigüela y Záncara.

## Artesanía
Las artesanías tienen una gran importancia en esta comarca. Entre ellas destaca la tinajería heredada del legado mudéjar, como la de Villarrobledo, tinajas con fama universal. O la actual industria artesana del mueble como la ebanistería de Villacañas.

## Gastronomía

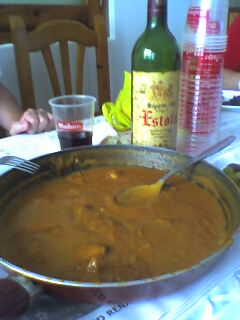
Plato tradicional manchego: gachas de almorta.

Típica cocina tradicional manchega, en la que destaca los platos alrededor de la caza (perdiz, liebre y conejo): los caldos morenos, arroz con conejo, las judías con perdiz, el pastel de liebre, y por supuesto, el plato estrella más característico, como son los galianos o gazpachos manchegos (torta de pastor con caza). Tradicionales son también los asados y las calderetas de cordero. Sin olvidar las omnipresentes gachas: fritura de panceta e hígado de cerdo, con ajo, guindillas, sal y pimentón, al que se añade un rehogo de harina de guijas (titos o almortas). Así como las migas con uva; el atascaburras (para los días de frío o de nieve); el potaje con rellenos (para Semana Santa); o el pisto manchego, el queso en aceite o el queso al romero (para los días de verano). También el morteruelo, los zarajos de Cuenca, y las morcillas con piñones.
De repostería, se puede citar las fritillas, los mantecados o el resolí conquense.
En cuanto al vino, la comarca está anegada de millones de hectolitros, integrada toda ella en la Denominación de Origen La Mancha; sigue manteniendo el mismo buen prestigio tradicional, pero sirviendo además de "madre" de los mejores caldos de tinto y de blanco, exportando la superproducción al resto de otras comunidades autónomas y al resto del mundo. Entre los municipios viti-vinícolas más destacados, tenemos a: Tomelloso, Villarrobledo o Socuéllamos.
Entre las variedades de uva blanca, se cultiva, preferentemente, la poderosa Airén, y la Macabeo; en las variedades tintas, la divina Cencibel (Tempranillo) y la Cabernet Sauvignon.

## Entorno Ambiental

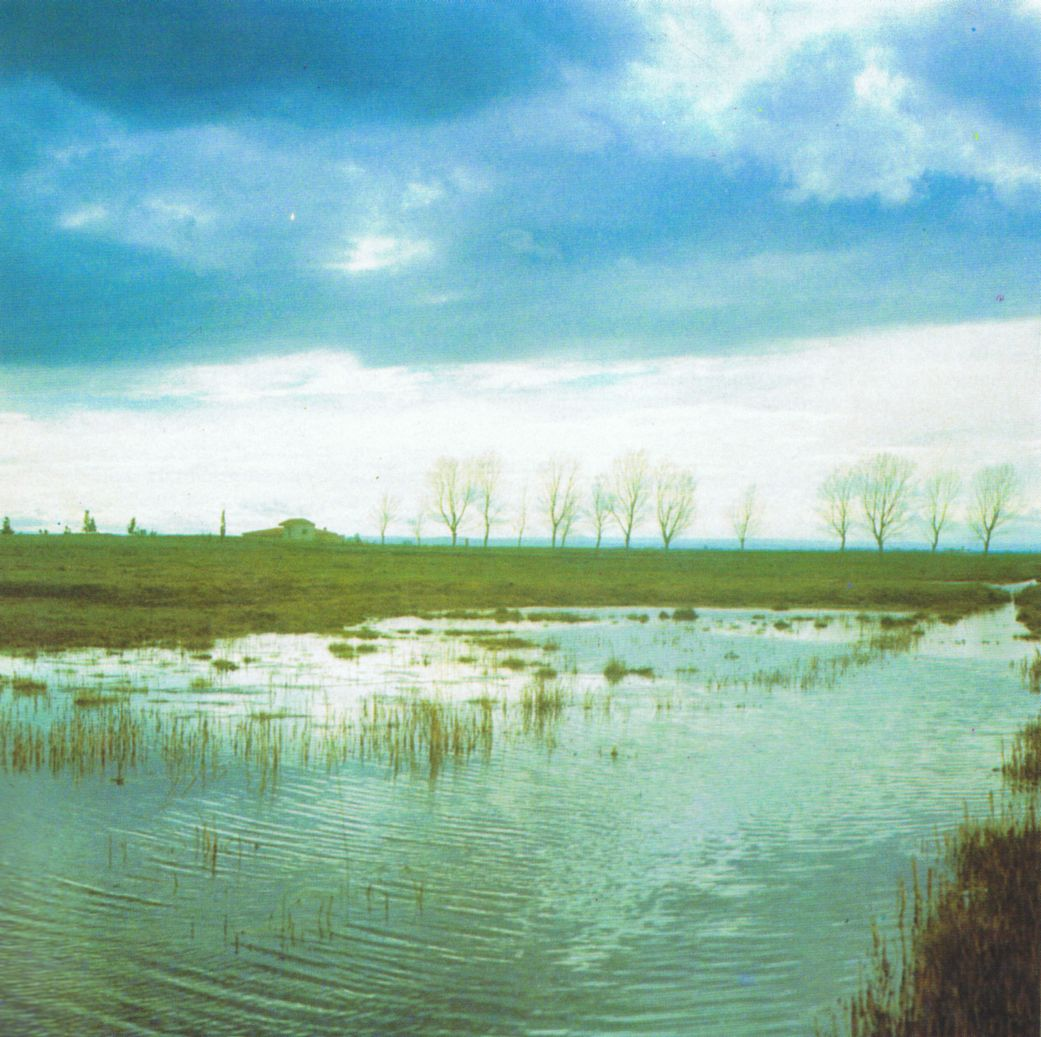
Paisaje de la Mancha húmeda.

La Mancha Alta presenta enclaves restringidos pero importantes para la conservación de la biodiversidad; dentro del campo monótono de la llanura, surgen lagunas, charcas y riachuelos "libres", que conforman el paisaje endorreico más genuino de La Mancha.
Actualmente, por acción del regadío ilegal en la agricultura (especialmente el sector vitivinícola), los ríos propiamente manchegos (Záncara, Gigüela) se encuentran gravemente amenazados. Esta situación, cuyo remedio ha sido estudiado por sucesivos gobiernos regionales y nacionales, ocasiona en la actualidad un conflicto importante entre la administración y los agricultores locales.
Respecto a la fauna y flora, cabe citar una interesante riqueza biológica, concentrada en los mencionados ecosistemas húmedos, presentando hábitats únicos que han sido definido como prioritarios por las directivas europeas. En 1981, a petición del Gobierno español, la UNESCO declaró Reserva de la Biosfera a "La Mancha Húmeda", que comprende el conjunto de las lagunas y esteros manchegos. Ésta está formada por un centenar de pequeñas lagunas o humedales que han totalizado una superficie de unos 200-300 km².
Las lagunas tienen unas características muy diversas (salinas y dulces, permanentes y efímeras, ribereñas y endorreicas, etc.). Se estima que la superficie actual conjunta de esas lagunas apenas alcanzan el 20-30 % de la que ocupaban hace 20 o 30 años.